# Modula-3
Modula-3 je programovací jazyk, následník jazyka Modula-2+, vylepšené verze jazyka Modula-2.

## Charakteristika jazyka
Modula-3 podporuje rozhraní, objekty, generické programování, vlákna, výjimky, garbage collector a vyžaduje izolaci nebezpečného kódu. Byly odstraněny některé problematické vlastnosti Moduly-2.